# Districte de Segré
El Districte de Segré és un dels quatre districtes amb què es divideix el departament francès del Maine i Loira, a la regió del País del Loira. Té 5 cantons i 61 municipis. El cap del districte és la sotsprefectura de Segré.

## Cantons
cantó de Candé - cantó de Châteauneuf-sur-Sarthe - cantó de Le Lion-d'Angers - cantó de Pouancé - cantó de Segré